# Gwidon Maria Conforti
Gwidon Maria Conforti, właśc. wł. Guido Maria Conforti (ur. 30 marca 1865 w Ravadese pod Parmą, zm. 5 listopada 1931) – włoski ksiądz prałat, profesor i wicerektor seminarium duchownego, kanonik katedry, arcybiskup Rawenny (1902–1904) i biskup Parmy (1907–1931), założyciel Związku Misyjnego Księży (dzis. Papieski Związek Misyjny), święty Kościoła katolickiego.

## Biografia
Urodził się w bardzo religijnej rodzinie. W wieku 11 lat wstąpił do seminarium w Parmie. Pragnął zostać misjonarzem, było to jednak niemożliwe z powodu słabego zdrowia. W 1888 roku otrzymał święcenia kapłańskie, potem zainaugurował działalność Emiliańskiego Seminarium dla Misji Zagranicznych, które w trzy lata później oficjalnie zostało zatwierdzone jako Kongregacja św. Franciszka Ksawerego dla Misji Zagranicznych (łac. Pia Societas Sancti Francisci Xaverii pro exteris missionibus), dziś nazywana Instytutem Ksaweriańskim. W 1902 Gwidon Maria Conforti został mianowany arcybiskupem Rawenny. Po dwóch latach z uwagi na stan zdrowia zrezygnował z funkcji. W 1907 objął urząd biskupi w Parmie, który sprawował do śmierci.
Zmarł w opinii świętości, mając 66 lat. Beatyfikował go Jan Paweł II w dniu 17 marca 1996 roku. Kanonizował go Benedykt XVI w dniu 23 października 2011.